# Portada/efemèride octubre 16
Leo Messi
« 15 d'octubre · 16 d'octubre · 17 d'octubre »